# 자폐인 긍지의 날

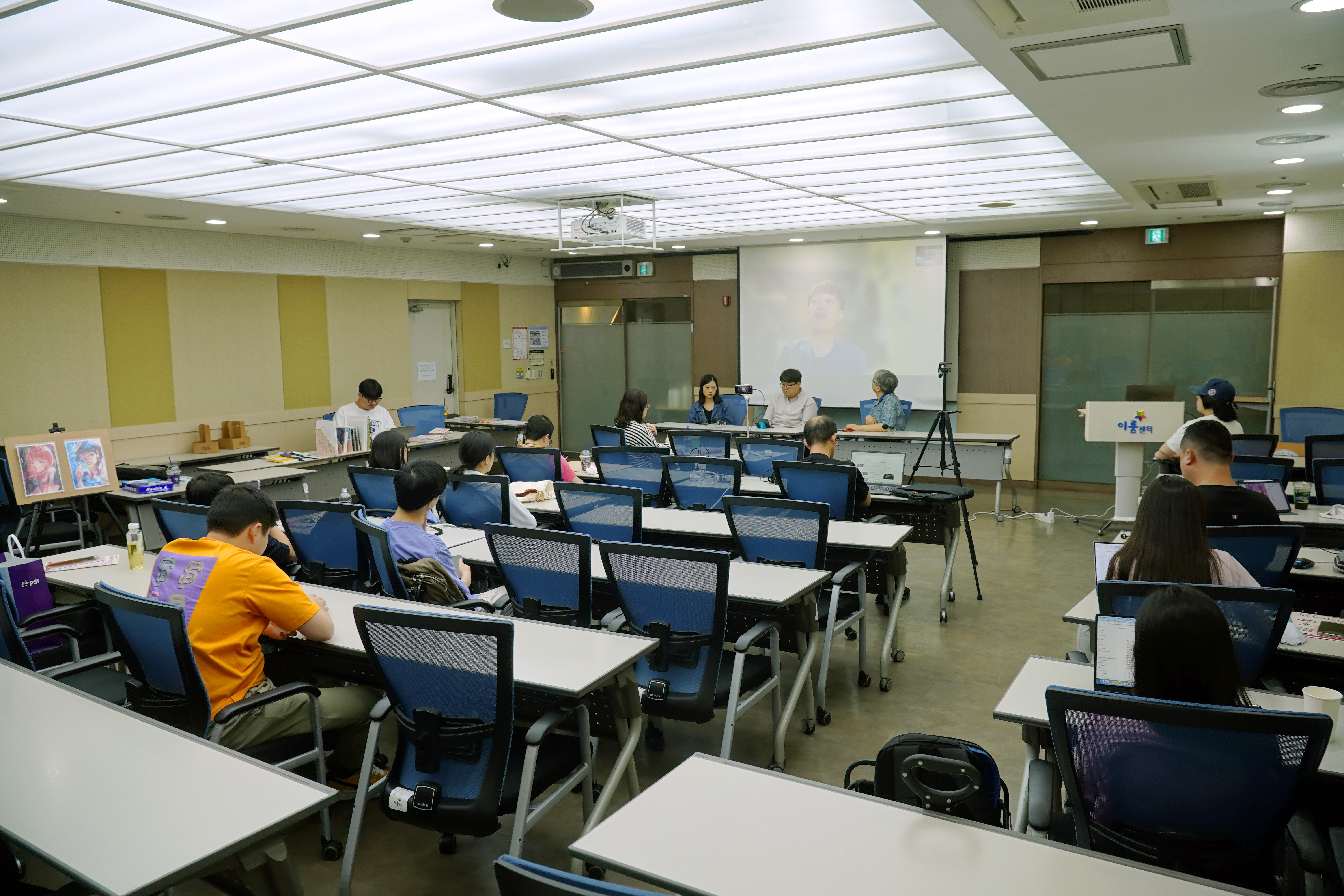
2025년 대한민국 자폐인 긍지의 날 행사 (이룸센터)

자폐인 긍지의 날은 매년 6월 18일에 열리는 자폐인의 자긍심을 나타내기 위한 기념일이다. 자폐인의 자긍심은 스스로에 대한 자존감을 드러내고 사회 전반의 긍정적 변화를 불러오기 위한 인식과 활동이다.
자폐인 긍지의 날은 6월 18일이지만 기념 행사는 여건에 따라 가까운 주말에 진행하는 편이며 그 외에도 연중 언제든 관련행사를 열 수 있다.

## 기원

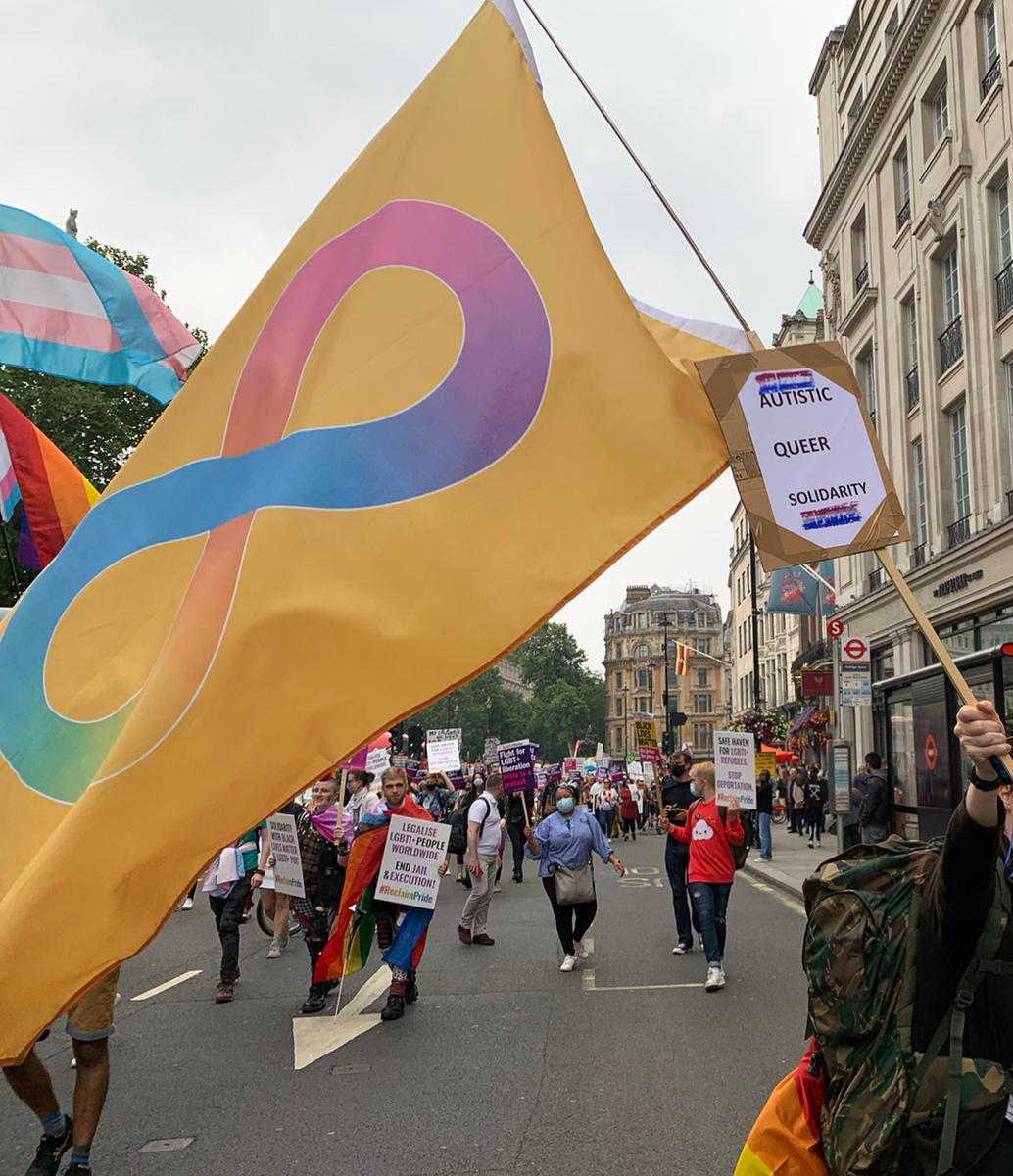
자폐인 긍지기 (2021)

2005년 어스파이즈 포 프리덤(Aspie For Freedom, AFF)이 6월 18일을 자폐인 긍지의 날로 처음 기념하였다. 당시 이 그룹의 가장 어린 회원이 이 날 생일이었기 때문에 첫 기념일을 6월 18일로 정했다고 한다. AFF는 게이 프라이드 운동을 모델로 삼아 자폐인 긍지의 날을 시작하였다. 자폐 권리 그룹 하일랜드(Autism Rights Group Highland, ARGH)의 공동 설립자인 캐비 브룩은 "이 날의 중요성은 자폐 당사자 커뮤니티의 행사라는 것이다. 이 행사는 자폐인 스스로가 시작하였고 여전히 자폐 당사자가 주도하고 있다"고 말하였다. 즉, 다른 자선 단체나 지원 조직이 주도하는 행사는 종종 자신들을 홍보하는 것을 우선하거나 심지어 참가한 자폐인을 억압하기도 한다. 자폐인 긍지의 날의 상징은 무한대를 나타내는 뫼비우스의 띠를 무지개로 나타낸 것이며 "무한한 변화와 무한한 가능성을 가진 다양성"을 나타낸다. 제1회 자폐인 긍지의 날은 《뉴사이언스》에 아이디어의 논의에 대한 기사가 실렸다.

## 같이 보기
- 자폐 권리 운동
- 세계 자폐인의 날